# ディア・フレンド
『ディア・フレンド』は、1999年11月29日にTBS系列にて放送されたテレビドラマ。世間を頑なに拒絶する老人と、保護観察中の17歳の少年の奇妙な友情を描いた。平成11年度文化庁芸術祭優秀賞受賞作品。
2008年10月12日に「緒形拳追悼ドラマ」として再度放送された（視聴率関東地区14.2%　関西地区17.6％）。

## キャスト
- 佐竹喜一・・・緒形拳
- 裕司(17歳の少年)・・・岡田准一
- 静子(裕司の母)・・・洞口依子
- 美由紀(佐竹の孫)・・・山田麻衣子
- 佐竹の息子・・・斉木しげる
- 大宮(保護司)・・・伊東四朗
- OL・老人介護施設のボランティア・・・永作博美

## スタッフ
- 脚本・・・山元清多
- 音楽・・・若草恵
- 演出・・・竹之下寛次
- プロデューサー・・・八木康夫
- 企画協力・・・堤邦彦
- 制作著作・・・TBS